# شابات يرتدون ملابس سوداء

شابات يرتدون ملابس سوداء هي لوحة زيتية للفنان الفرنسي أوجست رينوار رسمها في 1880 - 1882 وهي الآن ضمن مقتنيات متحف بوشكين.